# Сугоняко Олександр Анатолійович
Олекса́ндр Анато́лійович Сугоня́ко  (* 24 квітня 1953, Араповичі, Новгород-Сіверський район, Чернігівська область) — український політик, економіст і громадський діяч, колишній президент Асоціації українських банків (АУБ) до 2018 року, керівник приватного підприємства «Десна», а також шеф-редактор київської духовно-просвітницької газети "Наша віра", заснованої Євгеном Сверстюком, перед її закриттям у кінці 2019 року.

## Життєпис
Народився в селянській родині. У 1975 році закінчив Вінницький філіал Київського політехнічного інституту. За фахом — радіоінженер.
З 1975 року — робітник цеху регулювання електронних приладів заводу радіовиробів міста Кіровограду.
З 1977 року — служба в Радянській армії.
З 1979 року — старший електрик шляхового зв'язку, старший інженер, начальник Житомирського цеху виробничого експлуатаційно-технічного вузла шляхового зв'язку.
З 1981 року — начальник Житомирського районного вузла зв'язку.
З 1985 року — старший інженер, інженер економіст, викладач політекономії Житомирського філіалу Київського політехнічного інституту.
З травня по жовтень 1986 року брав участь у ліквідації аварії на ЧАЕС.
В 2001-2005 роках - голова  оргкомітету Всеукраїнської громадської організації “Громадянська позиція”.

## Громадська і політична діяльність
Один із засновників та організаторів діяльності Громадянського фронту сприяння перебудові на Житомирщині у 1989—1990 рр.
До української політики був уведений житомирською журналісткою Аллою Ярошинською, в якої був довіреною особою на виборах народних депутатів СРСР. У 1990 році Ярошинська запропонувала його кандидатуру на вибори до ВР УРСР 12-го скликання. В другому турі був обраний народним депутатом України в Корольовському виборчому окрузі № 154 (Житомир). Працював у постійній Комісії Верховної Ради України з питань економічної реформи і управління народним господарством, займав посаду голови підкомісії. Входив до Народної Ради.
Був членом КПРС. В травні 1990 року — один із засновників Соціал-демократичної партії України, з листопада 1990 року — член Правління СДПУ, з 27 жовтня 1991 року — перший голова партії (обраний на II-му позачерговому з'їзді партії в Донецьку).
В травні 1992 року на ІІІ-му з'їзді СДПУ поступився лідерством Юрію Збітнєву (залишив з'їзд, не визнавши порушень статуту партії в його роботі). Згідно зі збірником Сергія білоконя «Хто є хто в українській політиці» (Київ, 1995, стор. 436), Сугоняко підтримував також і наступного лідера СДПУ Юрія Буздугана, який продовжує очолювати партію. Надалі відійшов від партійної діяльності, зосередившись на професійній та громадській роботі.
Займався питанням формування національної грошової системи України. Організував ряд міжнародних і національних конференцій та випуск серії книг з проблем впровадження та стабілізації національної валюти та розвитку банківської системи. В травні 1992 р. був головою оргкомітету Міжнародної конференції високого рівня «Проблеми впровадження національної валюти в країнах Центральної та Східної Європи — Практичні аспекти», що проводилась Верховною Радою України за підтримки Національного банку України та Економічної служби Президента України.
У квітні 1993 року обраний Президентом Асоціації українських банків (АУБ), займається питаннями розвитку банківської системи України, захисту інтересів комерційних банків.
В січні 2014 року, під час подій, пов'язаних з Єврореволюцією в Україні, визнав «закони про диктатуру» як такі, що не діють на підконтрольній йому території.
У 2018 році під час XVI З'їзду АУБ Сугоняко було увільнено з займаної посади на його прохання, а новим президентом Асоціації українських банків обрано Дубаса Андрія Богдановича(нім.)

## Вихід банків з АУБ
У квітні-травні 2012 році через конфлікт між Олександром Сугоняко і головою НБУ Сергієм Арбузовим, найкрупніші банки України — (такі як Приватбанк, Укрсоцбанк, ВТБ) заявили про свій вихід з АУБ.
Згідно з коментарем голови правління Укрсоцбанку Бориса Тимонькіна «не було конфлікту з АУБ, був конфлікт з певною людиною».
На початок 2012 року в Асоціації українських банків лишилися, в основному, банки, які входять до 3—4 групи за класифікацією банківських активів НБУ. Таким чином, на сьогодні Олександр Сугоняко як президент АУБ презентує інтереси лише 25 % української банківської системи.
Згідно із заявою голови правління ВТБ Банка Вадима Пушкарьова, «АУБ перетворилася на кишеньковий орган, який позиціонує себе скоріш як захисник дрібних банків».
«Робота Асоціації, — заявив голова правління Єврогазбанку Ростислав Павліченко — полягає у пошуку компромісу та вирішенні проблемних питань, які виникають між гравцями ринку та органами влади, а не у свідомому створенні конфліктних ситуацій. Саме тому ми прийняли рішення припинити своє членство в АУБ».
Деякі джерела називають причиною того, що Олександр Сугоняко балотується у Верховну Раду, його бажання повернути минулий статус представника всієї банківської системи перед владою.

## Підозри у фінансових порушеннях
У 2012 році Асоціація українських банків піддавалася перевірці з боку Державної податкової інспекції та Генеральної прокуратури. Низка експертів та аналітиків вважають, що участь Олександра Сугоняко у парламентських виборах 2012 року є спробою отримання депутатській недоторканості, аби уникнути покарання за вказані порушення.
Олександр Сугоняко спростовує такі твердження: «АУБ не надає послуг, не торгує, не отримує прибутку. „Наїзд“ податківців і прокуратури є відвертим політичним тиском на організацію за її принципову професійну позицію і діяльність».

## Відзнаки і нагороди
Заслужений економіст України. Нагороджений медаллю „За трудову доблесть“ (1987 р.) та орденом „За заслуги“ ІІІ ступеня (1997 р.).

## Наукова і публіцистична творчість
Автор книжок „Банки: проростання крізь постсоціалізм“, „Україна: повернення до себе“ та численних публікацій з питань фінансів, економіки, політики та духовного відродження.